# ستيفن جنكينز (لاعب كريكت)
ستيفن جنكينز (30 مايو 1978 في المملكة المتحدة - ) (بالإنجليزية: Steven Jenkins)‏ هو لاعب كريكت بريطاني. لعب مع Somerset Cricket Board ‏.